# Manchester Trophy 2007
Il Manchester Trophy 2007 è stato un torneo di tennis facente parte della categoria ATP Challenger Series nell'ambito dell'ATP Challenger Series 2007. Il torneo si è giocato a Manchester in Gran Bretagna dal 16 al 22 luglio 2007 su campi in erba.

## Vincitori

### Singolare
Harel Levy ha battuto in finale  Travis Rettenmaier con il punteggio di 6–2, 6–4

### Doppio
Rohan Bopanna /  Aisam-ul-Haq Qureshi hanno battuto in finale  Jesse Huta Galung /  Michael Ryderstedt con il punteggio di 4–6, 6–3, [10-5]